# Every One of Us
Every One of Us è un album in studio del gruppo rock inglese The Animals, pubblicato nel 1968 negli Stati Uniti a nome Eric Burdon & The Animals.

## Tracce
Tutte le tracce sono di Eric Burdon eccetto dove indicato.
Side 1
1. White Houses – 4:43
2. Uppers and Downers – 0:24
3. Serenade to a Sweet Lady (John Weider) – 6:17
4. The Immigrant Lad – 6:15
5. Year of the Guru – 5:25

Side 2
1. St. James Infirmary (tradizionale, arr. Eric Burdon) – 4:15
2. New York 1963-America 1968 (Eric Burdon, Zoot Money) – 19:00

## Formazione
- Eric Burdon - voce
- Vic Briggs - chitarra, basso
- John Weider - chitarra, celesta
- Zoot Money (accreditato George Bruno) - organo Hammond, voce, piano
- Danny McCulloch - basso, voce, chitarra a 12 corde
- Barry Jenkins - batteria